# Danny Wallace
Pour les articles homonymes, voir Wallace.
David Lloyd Wallace, dit Danny Wallace, né le 21 janvier 1964 à Greenwich, est un footballeur international anglais. Il évoluait au poste d'attaquant.

## Biographie
Joueur emblématique de Southampton, son club formateur pour lequel il évolue à partir 1980, il connaît la première et seule sélection de sa carrière en équipe nationale le 29 janvier 1986 face à l’Égypte, au cours de laquelle il marque un but. Il signe en 1989 à Manchester United en échange de 1,2 million de livres, mais joue de moins en moins. En 1993, après deux dernières saisons quasi blanches, il rejoint en prêt à Millwall, avant d'être transféré Birmingham City. 
Il a termine sa carrière prématurément, en 1995.

## Palmarès
- FA Cup 1990